# (6461) Adam
(6461) Adam es un asteroide que forma parte del cinturón interior de asteroides, descubierto el 4 de noviembre de 1993 por Robert H. McNaught desde el Observatorio de Siding Spring, Nueva Gales del Sur, Australia.

## Designación y nombre
Designado provisionalmente como 1993 VB5. Fue nombrado por Robert Adam (1728-1792) quien fue un arquitecto escocés. Adam, el miembro más famoso de una distinguida familia de arquitectos, desarrolló un estilo que condujo a un renacimiento clásico de la arquitectura en Gran Bretaña e influyó en los desarrollos en Europa y América del Norte.

## Características orbitales
Adam está situado a una distancia media del Sol de 1,953 ua, pudiendo alejarse hasta 2,152 ua y acercarse hasta 1,753 ua. Su excentricidad es 0,102 y la inclinación orbital 23,422 grados. Emplea 996,55 días en completar una órbita alrededor del Sol.
Pertenece a la familia de asteroides de (434) Hungaria.

## Características físicas
La magnitud absoluta de Adam es 14,46. Tiene 2,632 km de diámetro y su albedo se estima en 0,543. 